# 28 de febrer
El 28 de febrer és el cinquanta-novè dia de l'any del calendari gregorià. Queden 306 dies per a finalitzar l'any i 307 en els anys de traspàs.

## Esdeveniments
Països Catalans
- 1232 - Girona: Es funda el convent de Sant Francesc: el canonge de la Seu Bernat Esteve fa donació d'uns terrenys al Mercadal perquè els franciscans hi edifiquin el convent.[1]
- 1465 - Calaf (l'Anoia): Batalla de Calaf o de Prats de Rei durant la Guerra Civil Catalana.
- 1789 - Barcelona: Aladarulls i motins coneguts com el Rebomboris del pa.[2]
- 1808 - Barcelona: les tropes franceses hi ocupen per sorpresa la Ciutadella i el castell de Montjuïc.

Resta del món
- 364 - Roma: Valentinià I ocupa la seu imperial.
- 628 - Imperi Sassànida: Còsroes II és executat per Mihr Hormozd per ordre de Cobades II.
- 1246 - Jaén: finalitza el Setge de Jaén amb el resultat de la incorporació de dita ciutat a la Corona de Castella, a través del Pacte de Jaén.
- 1862 - Teatre de l'Òpera de París: S'estrena La Reine de Saba, òpera en cinc actes de Charles Gounod.[3]
- 1922 - Egipte obté la independència del Regne Unit.
- 1947 - Es produeix la revolta contra el govern de Taiwan, coneguda com a Incident 228, que fou reprimida amb extrema violència.[4]
- 1953 - Cambridge (Anglaterra): James Watson i Francis Crick anuncien el descobriment de l'estructura química de l'ADN, obtinguda al Laboratori Cavendish.[5]
- 1980 - Andalusia: s'hi celebra el referèndum en què resultarà plebiscitat que l'Estatut d'Autonomia s'ha de tramitar segons el procediment ràpid.
- 2005 - Hil·la (l'Iraq): un cotxe bomba hi fa 125 morts i uns 200 ferits.
- 2005 - Burundi: s'hi aprova en referèndum una nova constitució.
- 2013 - Ciutat del Vaticà: El papa Benet XVI renuncia al papat.

## Naixements
Països Catalans
- 1861 - Barcelona: Clotilde Cerdà i Bosch, arpista, compositora, activista per millorar les condicions de les dones (m. 1926).[6]
- 1913 - Sabadell: Joan Maurí i Espadaler, pintor català (m. 1980).
- 1921 - Paterna (l'Horta Oest): Antoni Ferrandis Monrabal, actor valencià (m. 2000).[7]
- 1927 - Talteüll: Pierrette Prat i Galindo, monja i abadessa del Monestir de Pedralbes (m. 2014).[8]
- 1936 - Barcelona: Carme Mateu Quintana, promotora cultural catalana (m. 2018).[9]
- 1937 - Berga: Joan Ferrer i Gasol, pintor, pedagog, teòric de l'art i activista cultural català.
- 1942 - Algemesí (la Ribera Alta): Bernat Adam Ferrero, compositor, director d'orquestra i musicòleg valencià (m. 2022).
- 1943 - Palma: Xesc Barceló, guionista i escriptor mallorquí establert a Catalunya (m. 2022).
- 1975 - Barcelona: Marta Carreras Espina, jugadora i entrenadora de rugbi catalana.[10]
- 1985 - Palma (Mallorca): Víctor Casadesús, futbolista.

Resta del món
- 1533 - Castell de Montanha, Perigord (Occitània): Michel de Montaigne, pensador i un polític francés del Renaixement (m. 1592).[11]
- 1755 - Ratisbona: Maria Theresia Ahlefeldt, escriptora, pianista i compositora alemanya naturalitzada danesa, la primera compositora de Dinamarca (m. 1810).[12]
- 1820 - Bayswater (Regne Unit): John Tenniel, dibuixant anglès, il·lustrador de Punch i de les obres de Lewis Carroll (m. 1914).
- 1843 - Mannheim, Alemanya: Anna Peters, pintora alemanya (m. 1926).[13]
- 1856 - Liverpool: Marie Brema, contralt i mezzosoprano dramàtica anglesa (m. 1925).[14]
- 1882 - Melrose: Geraldine Farrar, soprano i actriu estatunidenca (m. 1967).[15]
- 1895 - Aubanha, Boques del Roine (França): Marcel Pagnol, director de cinema i escriptor occità d'expressió francesa.[16]
- 1896 - Pittsburgh, Pennsilvània (EUA): Philip Showalter Hench, Premi Nobel de Medicina o Fisiologia de 1950 (m. 1965).
- 1901 - Portland, Oregon (EUA) : Linus Pauling químic i físic estatunidenc, Premi Nobel de Química (1954) i de la Pau (1962) (m. 1994).
- 1909 - Columbus, Ohio: Ketti Frings, escriptora i guionista estatunidenca (m. 1981).[17]
- 1915 - Rio de Janeiro (Brasil): Peter Medawar, zoòleg i biòleg anglès d'origen brasiler, Premi Nobel de Medicina o Fisiologia de l'any 1960 (m. 1987).
- 1928 - l'Havana: Elena Burke, important cantant cubana de boleros i balades (m. 2002).[18]
- 1930 - Nova York (EUA): Leon Cooper, físic nord-americà, Premi Nobel de Física de l'any 1972.
- 1939 - Henan (Xina): Daniel Chee Tsui, físic nord-americà d'origen xinès, Premi Nobel de Física de l'any 1998.
- 1943 - Madrid: Pilar Brabo Castells, física i política espanyola (m. 1993).[19]
- 1948 - Saint Louis, Missouri (EUA). Steven Chu, físic nord-americà, Premi Nobel de Física de l'any 1997.
- 1953 - Nova York (EUA): Paul Krugman, economista nord-americà, Premi Nobel d'Economia de l'any 2008.
- 1957:
  - Nova York (EUA): John Turturro, actor estatunidenc.
  - Athens (Geòrgia), Geòrgia (EUA): Cindy Wilson, cantant, compositora i membre fundadora del grup de rock new wave The B-52's.
- 1958 - Kamixlov: Natàlia Estemírova, historiadora, periodista i activista pels drets humans russa assassinada (m. 2009).[20]
- 1970 - San Francisco, Califòrnia (EUA): Daniel Handler, escriptor.
- 1999 - Ljubljana (Eslovènia): Luka Dončić, jugador de bàsquet eslovè.[21]
- 2007 - Rabat, Marroc: Lalla Khadija, príncesa del Marroc, filla del rei Mohammed VI i de la princesa Lalla Salma.[22]

## Necrològiques
Països Catalans
- 1866 - Sarrià (Barcelona) o Sarrià de Ter: Paula Pagès i Monserdà, hisendada catalana (n. 1830).[23][24]
- 1903 - Madrid: Laureà Figuerola i Ballester, economista i polític català.
- 1954 - Barcelona: Apolinar de Cáceres Gordo, magistrat.
- 1992 - 
  - Barcelona: Rosa Maria Arquimbau i Cardil, escriptora i periodista catalana (n. 1909).[25]
  - Girona: Ramona Via i Pros, escriptora i llevadora catalana (n. 1922).[26]
- 2004 - Madrid: Carme Laforet, escriptora catalana en castellà (n. 1921).[27]
- 2014 - Barcelona: Anna Maria Moix i Meseguer, escriptora catalana en castellà (n. 1947).[28]
- 2024 - Barcelona: Antoni Vives Fierro, pintor català (n. 1940).[29]

Resta del món
- 805 - Chang'an (Xina): Emperador Dezong de Tang (xinès: 唐德宗),va ser el novè emperador de la Dinastia Tang (n. 742).[30]
- 1818 - París: Anne Vallayer-Coster, pintora francesa del moviment rococó (n. 1744).[31]
- 1869 - París (França): Alphonse de Lamartine, poeta i escriptor francès (n. 1790).
- 1903 - Nova Jersey: Emily Warren Roebling, enginyera al capdavant de la construcció del Pont de Brooklyn (n. 1843).[32]
- 1911 - Florènciaː Ida Baccini, pedagoga, escriptora i periodista italiana (n. 1850).[33]
- 1916 - Londres (Anglaterra): Henry James, novel·lista nord-americà.
- 1935 - Rio de Janeiro: Chiquinha Gonzaga, pianista, compositora i directora d'orquestra brasilera (n. 1847).[34]
- 1936 - Tunis (Tunísia): Charles Nicolle, metge i microbiòleg francès, Premi Nobel de Medicina o Fisiologia de 1928 (n.1866).
- 1951 - Milà: Giannina Russ, soprano italiana, especialment associada amb el repertori italià (n. 1873).
- 1976 - Ginebra: Zofia Stryjeńska, pintora art déco, grafista i escriptora polonesa (n. 1891).[35]
- 1981 - 
  - Santa Monica: Virginia Huston, actriu cinematogràfica estatunidenca (n. 1925).[36]
  - Nova York: Edna Beilenson, tipògrafa, impressora i empresària estatunidenca.[37]
- 1986 - Estocolm (Suècia): Olof Palme, primer ministre suec, en ser assassinat (n. 1927).
- 1999 - Fuzhou, Fujian: Bing Xin, poetessa i novel·lista xinesa del segle xx (n. 1900).[38]
- 2003 - Dorset, Anglaterra: Sylvia Agnes Sophia Tait, bioquímica i endocrinòloga anglesa que descobrí l'hormona aldosterona (n. 1917).[39]
- 2006 - Colorado (EUA): Dennis Weaver, actor intèrpret de la sèrie McCloud.
- 2011 - 
  - París: Annie Girardot: va ser una actriu cinematogràfica i teatral francesa (n. 1931).[40]
  - Santa Maria, Califòrnia (EUA): Jane Russell, actriu estatunidenca.[41]
- 2013 - Berkeley, Califòrnia (EUA): Donald Arthur Glaser, físic i neurobiòleg estatunidenc, Premi Nobel de Física de l'any 1960 (n. 1926).
- 2015 - Istanbul (Turquia): Yaşar Kemal, escriptor turc, Premi Internacional Catalunya de l'any 1996 (n. 1923).
- 2019 - Nova York (EUA): André Previn, pianista, director d'orquestra i compositor estatunidenc d'origen alemany (n. 1929).[42]

## Festes i commemoracions

### Santoral[43]

#### Església Catòlica[44]
- Sants al Martirologi romà (2011): Màrtirs d'Alexandria (262); Marana i Cira, màrtirs (s. V); Romà de Condat (464) i Lupicí de Condat (480), abats.
  - Beats: Pau Uchibori Sakuemon, samurai màrtir, Gaspar Kisaiemon, Maria Màe i companys màrtirs d'Unzen (Nagasaki) (1627); Ciríaco María Sancha y Hervás, cardenal (1909); Daniel Brottier, monjo (1936); Timotheus Trojanowski, prevere màrtir (1942).
- Sants: Múnia de Barcelona, màrtir llegendària; Silvana, màrtir (304); Macari, Rufí, Just i Teòfil, màrtirs; Proteri d'Alexandria, bisbe i màrtir; Romà de Reims, bisbe (535); Sirina de Pèrsia, màrtir (559); Ruel·lí de Tréguier, bisbe (650); Cecilina de Nantias, eremita (s. VI-VII); Gherman de Dobrogea, monjo. Els anys que no són de traspàs: Osvald de Worcester, bisbe (992).
- Venerables: Teodulf de Trèveris, eremita (511); Elisabet de Pomerània, monja (1392);Jean-Claude Colin, fundador de la Societat de Maria o pares maristes.